# Петровское (Охотинское сельское поселение)
Петровское  — деревня Охотинского сельского поселения Мышкинского района Ярославской области.
Деревня расположена между правым берегом Волги и федеральной автомобильной трассой Р104. К северо-востоку от деревни на трассе стоит деревня Курзино, а к юго-востоку также на трассе — деревня Порхачи. Вокруг этих трёх деревень одно большое поле, окружённое лесом .
На 1 января 2007 года в деревне Петровское числилось 8 постоянных жителей . Деревню обслуживает почтовое отделение, находящееся в селе Охотино .